# Hrkovce
Hrkovce (hongrois : Gyerk) est un village de Slovaquie situé dans la région de Nitra.

## Histoire
Première mention écrite du village en 1156.
La localité fut annexée par la Hongrie après le premier arbitrage de Vienne le 2 novembre 1938. En 1938, on comptait 586 habitants. Elle faisait partie du district de Šahy (hongrois : Ipolysági járás). Le nom de la localité avant la Seconde Guerre mondiale était Hrkovce/Gyerk. Durant la période 1938 - 1945, le nom hongrois Gyerk était d'usage. À la libération, la commune a été réintégrée dans la Tchécoslovaquie reconstituée.

## Démographie

### Évolution de la population
| Année:               | 1994. | 2004. | 2014.    | 2024.   |
| -------------------- | ----- | ----- | -------- | ------- |
| Nombre de personnes: | 0     | 321   | 285      | 280     |
| Différence:          |       | –     | -11,21 % | -1,75 % |

| Année:               | 2023. | 2024.   |
| -------------------- | ----- | ------- |
| Nombre de personnes: | 289   | 280     |
| Différence:          |       | -3,11 % |